# Sencenac-Puy-de-Fourches
Sencenac-Puy-de-Fourches era una comuna francesa que estaba situada en el departamento de Dordoña, de la región de Nueva Aquitania que el 1 de enero de 2019 pasó a formar parte de la comuna nueva de Brantôme en Périgord como comuna delegada.

## Historia
Fue creada en 1829 con la unión de las comunas de Puy-de-Fourches y Sincenac.

## Demografía
| Gráfica de evolución demográfica de Sencenac-Puy-de-Fourches entre 1831 y 2022 |
|                                                                                |

Los datos demográficos contemplados en este gráfico de la comuna de Sencenac-Puy-de-Fourches se han cogido de 1800 a 1999 de la página francesa EHESS/Cassini, y los demás datos de la página del INSEE.